# Rašt
 Ovo je glavno značenje pojma Rašt. Za druga značenja pogledajte Rašt (razdvojba).
Rašt (perz. رشت; gil. Rèsht) je grad u Iranu i sjedište pokrajine Gilan. Smješten je uz Kaspijsko jezero i najvećim je gradom uz njegovu obalu. Ime Rašta dolazi od perzijske riječi reštan što znači „tkanje”, a prvi se put u povijesnim dokumentima spominje 682. godine. Kroz povijest je bio važnim raskrižjem između Irana, Rusije i Europe pa ga Iranci nazivaju i „Vratima Europe”. Uz tradicionalnu proizvodnju sagova, grad je značajan i zbog ribarstva, proizvodnje kavijara, te naftovoda. Prema popisu stanovništva iz 2006. godine u Raštu je živjelo 557.366 ljudi među kojima većina pripadaju Gilakima.

## Poveznice
- Zračna luka Rašt

## Vanjske poveznice
- (perz.) Službene stranice Rašta  Arhivirana inačica izvorne stranice od 7. siječnja 2010. (Wayback Machine)

Ostali projekti
|  | Zajednički poslužitelj ima još gradiva o temi Rašt |